# Pilar Vega

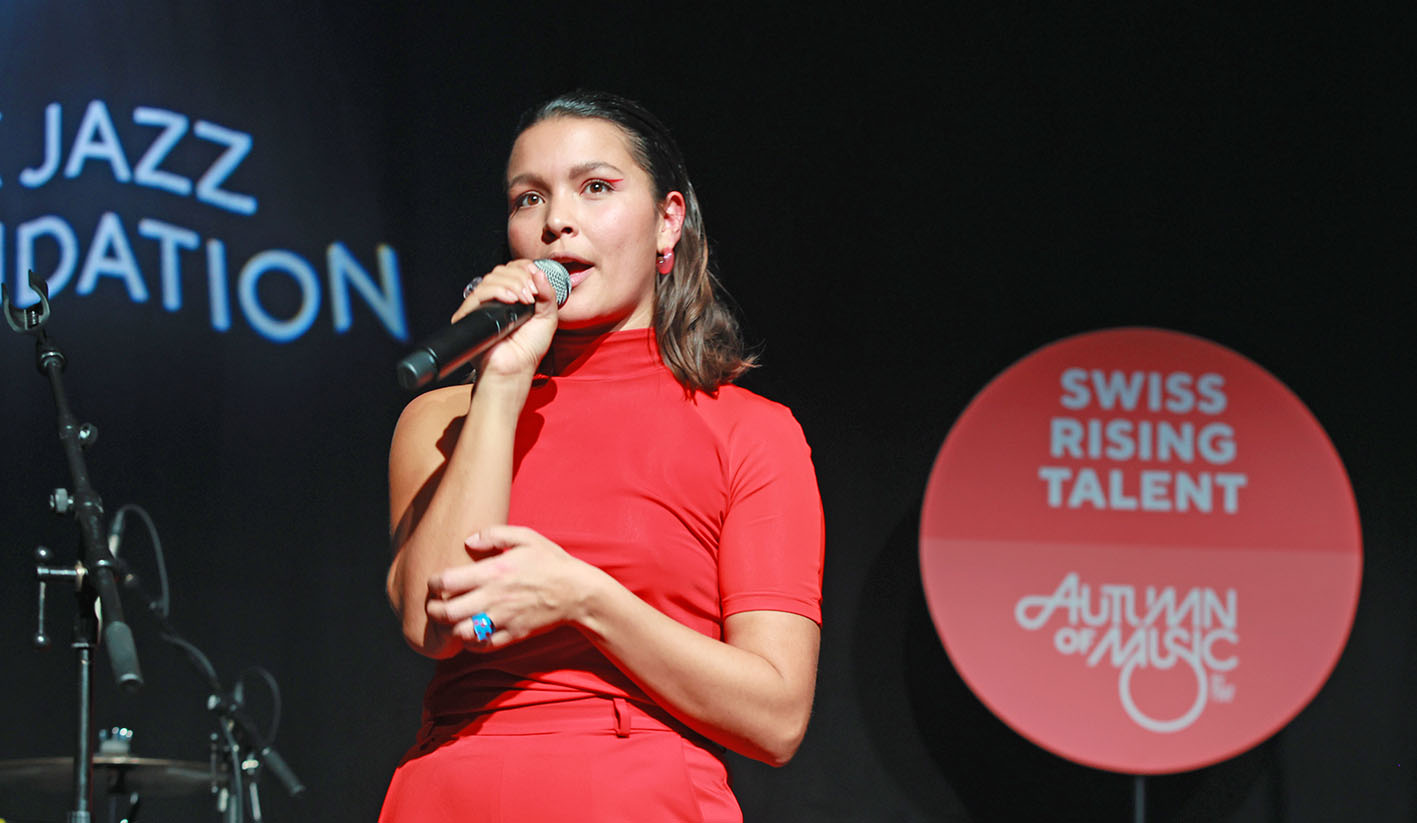
Pilar Vega beim Montreux Autumn of Music (2022)

Pilar Vega (geboren am 27. März 1993 in Locarno, Kanton Tessin) ist eine Schweizer R&B- und Neo-Soul-Sängerin kubanischer Herkunft.

## Leben und Berufsweg
Pilar Vega, Tochter einer Schweizer Mutter und eines kubanischen Vaters, wuchs in Locarno im Tessin auf. Sie hat in Lausanne Psychologie studiert und arbeitet in Bern als Psychologin.
Musik spielt seit ihrer Kindheit eine wichtige Rolle. Während ihrer Schulzeit sang sie in einem Chor, spielte in Schulbands  und probierte sich während des Studiums bei Jam-Sessions aus.
Die Initialzündung für eine musikalische Karriere neben ihrem Hauptberuf entstand bei einem Konzert von Tatum Rush, bei dem sie in der ersten Reihe sitzend laut mitgesungen hatte. Tatum Rush sprach sie nach dem Konzert bezüglich ihrer besonderen Stimme an und bot ihr an, gemeinsam einen Song aufzunehmen. Rush wirkte seitdem als Mentor für Pilar Vega. Neben Tatum Rush war sie bereits mit dem Hip-Hop-Künstler Al Denaro oder im Bereich elektronische Tanzmusik mit dem Zürcher Elektronik-Musiker Cella zu hören.
Pilar Vega schreibt ihre Songs selber, die unter anderem auch von ihrer Tätigkeit als Psychologin und den Erfahrungen im Beruf inspiriert sind. Sie sagt: «Ohne Psychologie könnte ich keine Musik machen und ohne Musik könnte ich nicht als Psychologin arbeiten.»
2022 veröffentlichte Pilar Vega ihre Debüt-EP Women, die international Beachtung fand und u. a. von BBC Radio und Global Soul Radio gespielt wurde.

## Auszeichnungen
Im November 2022 wurde sie als eines der sechs Nachwuchstalente für den Swiss Rising Award beim Festival Autumn of Music des Montreux Jazz Festival 2022 ausgewählt und mit einem Konzert geehrt.